# تاتيانا تشرنيغيفسكا
تاتيانا فلاديميروفنا تشرنيغيفسكا (مواليد 7 فبراير 1947) (بالروسية: Татья́на Влади́мировна Черни́говская) هي عالمة سوفييتية-روسي تعمل في مجال علم الأعصاب، علم اللغة النفسي، ونظرية العقل.

## مسيرته
ولدت تشرنيغيفسكا في لينينغراد. تخرجت من قسم اللغة الإنجليزية في جامعة لينينغراد الحكومية. تخصصت في مجال الصوتيات التجريبية. حتى عام 1998، عملت في معهد علم وظائف الأعضاء والكيمياء الحيوية التطورية.
هي أستاذ في كلية الآداب والعلوم الليبرالية، وكلية فقه اللغة في جامعة سانت بطرسبرغ الحكومية.

## روابط خارجية
- Personal web-page
- Evolution of Cerebral Functions for Language: phylo- and ontogenesis